# Bickerstaffe
Bickerstaffe – wieś w Anglii, w hrabstwie Lancashire, w dystrykcie West Lancashire. Leży 41 km na zachód od miasta Manchester i 291 km na północny zachód od Londynu. W 2001 miejscowość liczyła 1196 mieszkańców.